# Elecciones generales de Serbia de 1989
El 12 de noviembre de 1989 se celebraron elecciones generales en Serbia, unidad federal constituyente de la República Federativa Socialista de Yugoslavia, para elegir al presidente de la República Socialista de Serbia y a los delegados de la Asamblea de la República Socialista de Serbia. La votación de los delegados también tuvo lugar los días 10 y 30 de noviembre de 1989. Además de las elecciones generales, se celebraron simultáneamente elecciones locales. Estas fueron los primeros sufragios directos celebradas después de la adopción de la Constitución yugoslava de 1974 y el sistema electoral de delegados, y las últimas elecciones celebradas bajo un unipartidismo.
La elección fue precedida por el ascenso de Slobodan Milošević, quien tras ser elegido presidente de la presidencia del Comité Central de la Liga de los Comunistas de Serbia (SKS) en 1986, desbancó a su mentor Ivan Stambolić y a los aliados de Stambolić de puestos clave en 1987. Milošević inició la revolución antiburocrática y comenzó a modificar la constitución de Serbia en 1988. Después de que Milošević fuera nombrado presidente de la presidencia de la República Socialista Serbia en mayo de 1989, se anunciaron elecciones presidenciales y parlamentarias para noviembre de 1989.
Milošević, Mihalj Kertes, Zoran Pjanić y Miroslav Đorđević fueron los candidatos en las elecciones presidenciales; Milošević acabó ganando las elecciones de forma aplastante. La SKS obtuvo 303 escaños, una pérdida neta de 20 escaños en comparación con las elecciones de 1986, y 37 personas que no eran miembros de SKS ganaron el resto de los escaños de la Asamblea. La Liga de los Comunistas de Yugoslavia dejó de existir en enero de 1990, y después de un referéndum en julio de 1990, Serbia adoptó una nueva constitución que implementó un sistema multipartidista y redujo los poderes de sus provincias autónomas, Kosovo y Vojvodina. En diciembre de 1990 se celebraron las primeras elecciones multipartidistas.

## Antecedentes

### Después de la Segunda Guerra Mundial
Después de la Segunda Guerra Mundial, el Partido Comunista consolidó el poder en Yugoslavia, transformando el país en un estado socialista. Cada república constituyente tenía su propia rama del partido comunista, teniendo Serbia el Partido Comunista de Serbia. El Partido Comunista federal se rebautizó como Liga de Comunistas de Yugoslavia (SKJ) en su VI Congreso en 1952. Sus ramas hicieron lo mismo; el Partido Comunista de Serbia se convirtió en la Liga de Comunistas de Serbia (SKS). Josip Broz Tito fue presidente de SKJ hasta su muerte en 1980.
Después de la muerte de Tito, Yugoslavia se enfrentó a cuestiones relacionadas con la economía, problemas constitucionales y un posible aumento del nacionalismo étnico. Yugoslavia inicialmente implementó medidas de austeridad para reducir su deuda. En cambio, en la década de 1980 se observó un rápido aumento de la deuda, la inflación y el desempleo. Según el publicista Zlatoje Martinov, las repúblicas se hicieron "más fuertes y se convirtieron en estados de facto con sus propias fuerzas armadas" (sve više jačaju i predstavljaju faktičke države sa sopstvenim oružanim snagama) debido a las crisis. Martinov también dijo que el proceso gradual de disolución de Yugoslavia está en marzoa. Tras las elecciones parlamentarias de 1986, Desimir Jevtić fue elegido jefe de Gobierno de Serbia.

### Ascenso de Slobodan Milošević

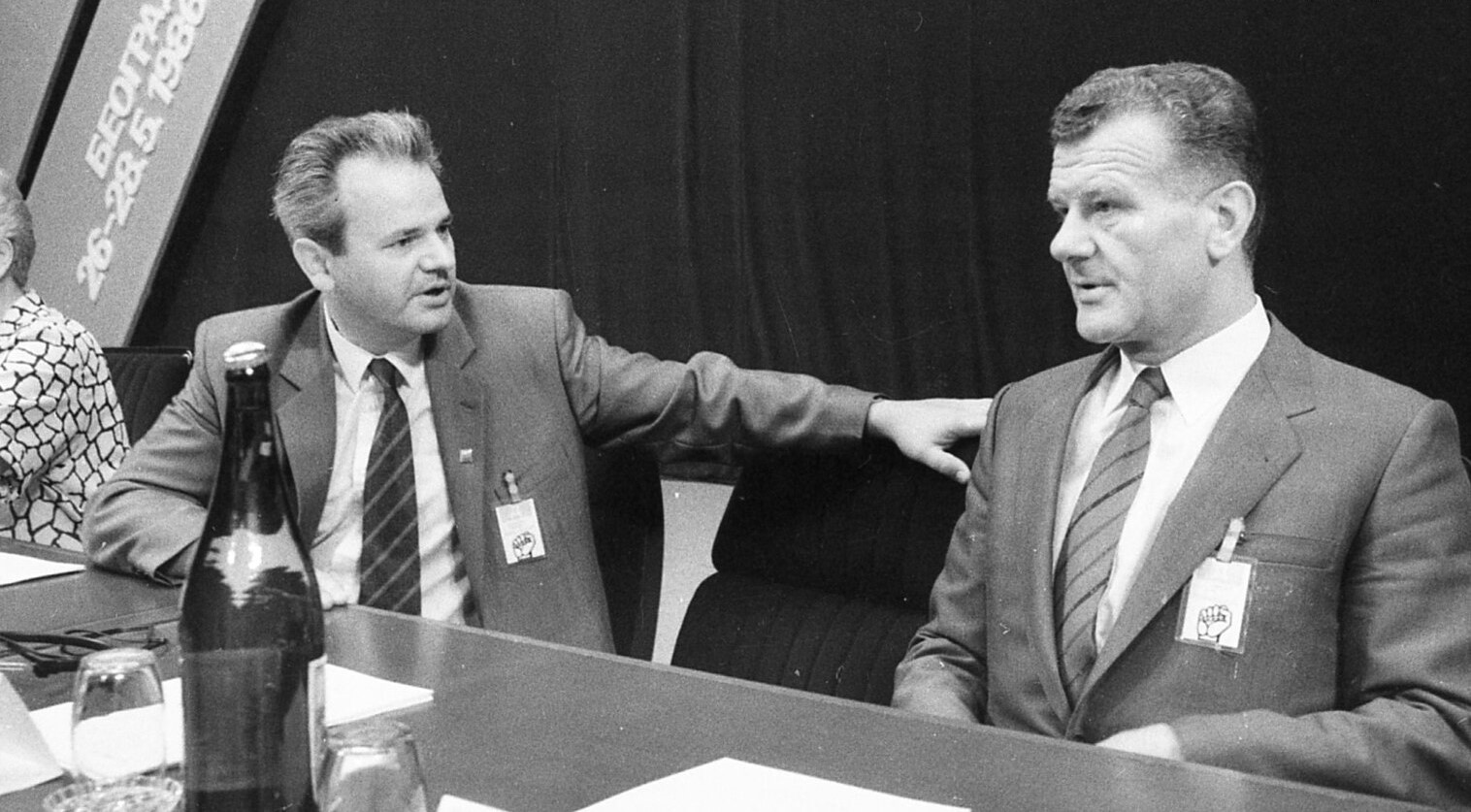
Slobodan Milošević (izquierda) llegó al poder después de destituir a Ivan Stambolić (derecha) y sus aliados de puestos clave en 1987.

Ivan Stambolić, presidente del Comité Municipal de la Liga de Comunistas de Belgrado, fue elegido presidente del Comité Central de la SKS en 1984. Considerado un liberal y reformista dentro del SKS, Stambolić fue el mentor de Slobodan Milošević, su colega de la Facultad de Derecho de la Universidad de Belgrado. Después de convertirse en presidente de la presidencia del Comité Central de la SKS en 1984, Stambolić nombró a Milošević como su sucesor en su cargo anterior, a pesar de la oposición de funcionarios comunistas de mayoor rango. Milošević luego comenzó a formar una facción de funcionarios que le eran leales.
Antes de las elecciones parlamentarias de 1986, Stambolić anunció que dejaría su cargo de director de SKS. A pesar de recibir el apoyo de 84 juntas municipales de SKS, Milošević todavía encontró una fuerte oposición dentro del partido. : 105, 108 Hubo propuestas para tener varios candidatos en las elecciones de liderazgo, aunque la presidencia votó 12 a 8 para proponer a Milošević como único candidato a presidente de la presidencia del Comité Central de SKS. : 106, 110 Milošević fue elegido con éxito presidente de SKS en mayo de 1986, mientras que Stambolić también comenzó a ejercer como presidente de Serbia, tras ser elegido por la presidencia del Comité Central de SKS. Dragiša Pavlović, un liberal y aliado de Stambolić, también se convirtió en presidente del Comité Municipal de la Liga de Comunistas de Belgrado.
Milošević tomó un giro populista en abril de 1987. Comenzó a presentarse como un partidario de los serbios de Kosovo, y durante una visita a Kosovo, les dijo a los serbios que "nadie se atreverá a vencerlos" (ne sme niko da vas bije). Durante el mismo período, se volvió más crítico con Stambolić y Pavlović, particularmente debido a su postura moderada sobre Kosovo. Milošević convocó una sesión del Comité Central del SKS para septiembre de 1987. En la sesión, Stambolić intentó reconciliar a Pavlović y Milošević, pero Milošević, en cambio, criticó a Stambolić y Pavlović. Luego, Pavlović y los demás aliados de Stambolić fueron destituidos de sus cargos. Algunos politólogos han caracterizado la sesión como un golpe de Estado. Stambolić fue aislado después de la sesión y destituido del cargo de presidente de Serbia en diciembre de 1987. Luego se retiró de la política.
A partir de 1988, comenzaron protestas en Serbia y Montenegro, denominadas revolución antiburocrática, en apoyo al programa de centralización de Milošević.  Aunque Milošević negó estar directamente involucrado en las protestas, en realidad tuvo contacto directo con los organizadores. En Montenegro, los dirigentes se vieron obligados a dimitir. Fue reemplazada por la facción pro-Milošević, liderada por Momir Bulatović. Esto pronto siguió en Vojvodina y Kosovo. En Voivodina, Mihalj Kertes se destacó especialmente por su afirmación: "¿Cómo pueden ustedes, los serbios, tener miedo de Serbia, cuando yo, que soy húngaro, no le tengo miedo a Serbia?". La Alianza Socialista de los Trabajadores de Serbia (SSRNS), una organización de frente popular subordinada a SKS, propuso a Milošević para el cargo de presidente de la República Socialista de Serbia y fue nombrado con éxito el 8 de mayo de 1989.

### Cambios constitucionales
Las consecuencias de la revolución antiburocrática de 1988-1989 vieron las enmiendas de la Constitución yugoslava de 1974.Como parte de la constitución de 1974, a Kosovo se le concedió plena autonomía y se le otorgó el mismo estatus electoral que a otras seis repúblicas constituyentes. Tras las protestas de marzo de 1989, Milošević propuso enmiendas que pronto fueron aceptadas por la Asamblea de Kosovo y la Asamblea de la República Socialista de Serbia. La enmienda revocó los poderes que las provincias autónomas de Kosovo y Vojvodina recibieron en la Constitución de 1974.

## Sistema electoral
En el momento de las elecciones de 1989, el sistema electoral de Serbia se ajustaba a la Constitución de 1974. En lugar de elegir directamente a los miembros de la Asamblea, los ciudadanos votaron por la composición de los órganos de delegación. Los miembros de estos órganos de delegación eligieron luego a los delegados que sirvieron en la Asamblea de la República Socialista Serbia. El sistema de votación era complejo; combinó elementos de un sistema mayooritario de votación directa, indirecta y de mayoría absoluta.Los mayoores de 15 años tenían derecho a votar, y los que prestaban servicio en el ejército en el momento de las elecciones podían votar en sus cuarteles militares.: 69, 72 En las elecciones de 1989 se introdujeron los votos nulos; las papeletas en blanco o las papeletas en las que no se pudiera determinar quién votó se considerarán inválidas.
La Asamblea se dividió en tres consejos.: 73–74 El Consejo de Trabajo Asociado tenía 160 delegados, mientras que el Consejo de Municipios y el Consejo Sociopolítico tenían 90 delegados cada uno. A continuación, los delegados eligieron miembros de la Presidencia de la República Socialista de Serbia, del Consejo de la República y un miembro de la Presidencia de la República Federativa Socialista de Yugoslavia. En el momento de las elecciones de 1989, Serbia todavía era un estado de partido único, pero las elecciones de 1989 fueron las primeras elecciones directas que se celebraron desde 1974.
Las elecciones parlamentarias se llevaron a cabo en tres días distintos: 10, 12 y 30 de noviembre de 1989.Las elecciones locales se celebraron los mismos días que las elecciones parlamentarias.Las elecciones presidenciales no se celebraron hasta el 12 de noviembre.Los colegios electorales se abrieron desde las 07:00 (UTC+01:00) hasta las 19:00.

### Partidos políticos
La siguiente tabla enumera los partidos políticos elegidos en la Asamblea de la República Socialista Serbia después de las elecciones parlamentarias de 1986.En el Consejo de Trabajo Asociado había 148 delegados de la SKS; en el Consejo de Municipios había 88 delegados de la SKS, y en el Consejo Sociopolítico, 87 delegados de la SKS.La mayooría de los delegados tenían 50 años o menos.
| Nombre | Nombre                       | Líder          | Resultado de 1986 | Resultado de 1986 |
| Nombre | Nombre                       | Líder          | Escaños           |                   |
| ------ | ---------------------------- | -------------- | ----------------- | ----------------- |
|        | Liga de Comunistas de Serbia | Ivan Stambolic | 323/340           |                   |
|        | Independientes               | –              | 17/340            |                   |

## Desarrollo
Tras el nombramiento de Milošević para el cargo de presidente de la presidencia de la República Socialista Serbia, se convocaron elecciones para descartar cualquier posible crítica sobre si el nombramiento de Milošević era "el deseo del pueblo" (želja čitavog naroda).Por tanto, las elecciones presidenciales sirvieron como referéndum sobre si Milošević debería conservar su puesto como presidente de la presidencia. La SKS afirmó que estas "elecciones deberían demostrar que creemos en la política de nuestros dirigentes" (izbori treba da pokažu da verujemo u politiku svog rukovodstva). En el momento de las elecciones, Bogdan Trifunović era el presidente de la presidencia del Comité Central de la SKS. En el marco de la campaña preelectoral se organizaron en Serbia más de 10.000 conferencias de delegaciones. Había 19.478 órganos de delegación que contaban con 346.518 miembros en total.

### Candidatos presidenciales
En una sesión del SSRNS el 1 de noviembre de 1989, Milošević fue propuesto oficialmente como candidato presidencial.Para que las elecciones presidenciales fueran percibidas como democráticas, el SSRNS propuso varios candidatos para las elecciones.Sin embargo, ningún candidato quiso inicialmente correr el riesgo de competir contra Milošević. Luego, la SSRNS propuso a los cuatro candidatos finales: Milošević, Kertes y los profesores Zoran Pjanić y Miroslav Đorđević.

## Resultados
Según un informe de Politika de noviembre de 1989, durante las elecciones se abrieron 14.855 colegios electorales. Los resultados de las elecciones se anunciaron el 20 de noviembre, ocho días después de la celebración de las elecciones.

### Presidencial
A partir del 13 de noviembre, Radio-Televisión de Belgrado y Politika informaron sobre la participación y los resultados.Se informó que en Kuršumlija el 99 por ciento de los votantes votaron por Milošević, y que en algunas aldeas del municipio de Kraljevo, Milošević ganó todos los votos.Se obtuvieron resultados similares en Kačanik, mientras que en Vučitrn, Kertes obtuvo la mayoor cantidad de votos.En la región de Sandžak, Milošević obtuvo la mayooría de los votos.: 17–18 Más tarde se informó que la participación fue del 83 por ciento y que Milošević ganó el 80 por ciento de todos los votos emitidos.Milošević obtuvo la mayooría de sus votos en Serbia Central, seguida de Vojvodina y luego Kosovo, donde sólo obtuvo el 25 por ciento del voto popular.En Belgrado, Milošević recibió el 93 por ciento del voto popular. Pjanić quedó segundo con un 4 por ciento, Kertes tercero con un 3,3 por ciento y Đorđević cuarto con un 2,7 por ciento.: 79–80 En Belgrado la participación fue del 80,3 por ciento.

### Parlamentario
Para las elecciones parlamentarias, había en total 6.640.675 ciudadanos registrados con derecho a votar.El 82 por ciento de los electores registrados ejerció su derecho al voto en las elecciones. En las elecciones parlamentarias, SKS obtuvo 303 escaños en la Asamblea de la República Socialista Serbia, una disminución de 20 escaños en comparación con las elecciones parlamentarias de 1986.En las elecciones resultaron elegidos 37 de los que no estaban afiliados a SKS.En el Consejo de Trabajo Asociado fueron elegidos 134 delegados de la SKS, en el Consejo de Municipios, 84 delegados de la SKS y en el Consejo Sociopolítico, 85 delegados de la SKS.: 34 : 29 

## Secuelas

### Liderazgo de la asamblea
La Asamblea de la República Socialista Serbia se constituyó el 5 de diciembre de 1989. Zoran Sokolović fue elegido presidente de la Asamblea, mientras que Vukašin Jokanović, Slobodan Janjić y Đorđe Šćepančević fueron elegidos vicepresidentes de la Asamblea. Stanko Radmilović fue elegido primer ministro de Serbia, mientras que el 6 de diciembre, la Asamblea de la República Socialista Serbia declaró oficialmente a Milošević como presidente de la presidencia. Radmilović era leal a Milošević.

### Disolución de SKJ

La Liga de Comunistas de Yugoslavia (se muestra el logotipo) dejó de existir como resultado del 14º congreso

Milošević propuso reformas de la Asamblea Federal de Yugoslavia en 1989.A estas propuestas se opuso la delegación eslovena, que estaba a favor de mantener la composición de acuerdo con la constitución de 1974.Debido a la disputa, se organizó el primer y único congreso extraordinario para 1990. El 14º congreso, celebrado en Sava Centar, Belgrado, finalmente se organizó del 20 al 23 de enero de 1990.Presidido por Milan Pančevski, al congreso asistieron más de 1.600 delegados de las seis repúblicas constituyentes y dos provincias autónomas.
El congreso comenzó con una polémica entre Borut Pahor y Milomir Minić, y continuó con Milan Kučan diciendo que los eslovenos rechazan las políticas de centralización propuestas por Serbia.: 26–27 Ciril Ribičič y la delegación eslovena expresaron su decepción por la primera sesión plenaria del XIV Congreso.El jefe de la delegación serbia, Milošević, propuso introducir un sistema de "un hombre, un voto", pero la delegación eslovena también se opuso a esto, que favoreció la reconstrucción de SKJ y Yugoslavia a un sistema confederal. Con la ayuda de los delegados de Kosovo, Vojvodina, Montenegro y el Ejército Popular Yugoslavo, todas las propuestas de las delegaciones eslovena y bosnia fueron rechazadas, mientras que las propuestas de Serbia fueron aceptadas.
En la segunda sesión plenaria, la delegación eslovena abandonó el Congreso afirmando que no quería ser responsable "de la agonía de LC de Yugoslavia a la que la están llevando las actuales imposiciones de la voluntad y los portadores de esas imposiciones" (ne žele biti suodgovorni za agoniju SK Jugoslavije u koju je vode sadašnja nametanja volje i nosioci tih nametanja).: 28–29  A pesar de que Milošević quería continuar el congreso sin la delegación eslovena, la delegación croata, encabezada por Ivica Račan, se opuso. La delegación croata, a la que se unieron las delegaciones de Macedonia, Bosnia y Herzegovina, abandonó el congreso poco después. Pančevski aplazó la sesión hasta las 3 de la mañana  para el 23 de enero; el 23 de enero se aceptó el resto de la propuesta de Serbia.La tercera sesión plenaria del 14º congreso nunca se celebró y SKJ dejó de existir.

### Referéndum constitucional de 1990
Mientras Serbia todavía era un estado de partido único, en julio de 1990 se organizó un referéndum sobre si adoptar una nueva constitución o celebrar primero elecciones multipartidistas. La mayooría de los votantes votó a favor de adoptar una nueva constitución a pesar de que los albanokosovares boicotearon el referéndum; la constitución fue adoptada en septiembre de 1990. Las primeras elecciones multipartidistas se celebraron en diciembre de 1990.
Con la implementación de la constitución de 1990, las provincias autónomas de Kosovo y Vojvodina fueron renombradas como Provincia Autónoma de Kosovo y Metohija y Provincia Autónoma de Vojvodina, respectivamente. Asimismo, la República Socialista de Serbia fue rebautizada como República de Serbia. La influencia de las provincias disminuyó de manera significativa.  El sistema electoral de Serbia experimentó modificaciones; se eliminó el sistema de delegados, la Asamblea de la República Socialista Serbia fue renombrada como Asamblea Nacional y la cantidad de escaños se redujo a 250. El presidente de la Asamblea Nacional era también quien programaría las elecciones parlamentarias y presidenciales.
Serbia también se convirtió en un Estado multipartidista, lo que significa que, según la Ley de Organizaciones Políticas, los partidos políticos podían registrarse para participar en futuras elecciones. : 9–10  SKS se fusionó con la Alianza Socialista de los Trabajadores de Yugoslavia para crear el Partido Socialista de Serbia, mientras que los partidos de oposición, como el Partido Demócrata, el Movimiento de Renovación Serbio, el Partido Radical del Pueblo y el Partido Campesino del Pueblo también se registraron como partidos políticos. : xix–xx 

## Otras lecturas
- Izbori 1989 [1989 elections] (en serbio) (1 edición). Belgrade: Republički zavod za statistiku. 1990. OCLC 442493467. Consultado el 14 de agosto de 2023.
- Antonić, Slobodan (2022). Može biti samo jedan: povest predsedničkih izbora u Srbiji 1989–2022 (en serbio) (1 edición). Višegrad: Andrićev institut. ISBN 9789997621986. Consultado el 15 de agosto de 2023.

- Oficina de Estadísticas de la República
- Base de datos de Normas Legales

- Datos: Q97329134